# Дзама (река)
Дзама (груз. ძამა) — река в Грузии, правый приток Куры. Протекает по территории Карельского и Хашурского муниципалитетов края Шида-Картли. Берёт начало на северном склоне Триалетского хребта на высоте 2140 м, впадает в Куру напротив города Агара. Длина реки составляет 42 км, площадь бассейна — 342 км². Питание преимущественно снеговое, дождевое и грунтовое. Среднегодовой расход воды у села Згудери составляет 3,23 м³/с (по данным 1987 года). Воды реки используются для полива. В ущелье реки Дзама находится комплекс из 10 мужских монастырей Руисско-Урбнисской епархии Грузинской православной церкви, известный как Дзамские монастыри.

## История
Дзамское ущелье издревле выделялось выгодным географическим положением, так как по нему проходил путь из Восточной в Западную Грузию. Поэтому для охраны ущелья была построена крепость Дзама (неподалёку от современного села Ортубани).
Из монастырей Дзамского ущелья первым был построен мужской монастырь Козифа (VII—IX века). Он располагается в 35 км от города Карели. В монастыре 5 церквей, самая старая — Введения во храм Пресвятой Богородицы — датирована VI—VII веками. Она выстроена из базальтовых плит. Сохранились фрагменты фресок и иконостас.
В XII—XIII веках был основан мужской монастырь Кинцвиси, расположенный в одноимённом селе. В монастыре 3 храма, колокольня и несколько руинированных построек. Главный храм святителя Николая, датированный XII—XIII веками, является крестово-купольным. В его интерьере сохранилось множество фресок времён постройки.
В конце XX — начале XXI века в Дзамском ущелье было основано ещё 8 монастырей. В 1999 году был учреждён монастырь Мухилети в одноимённом селе, в его составе 2 церкви. 1 мая 2002 года в ущелье было открыто сразу 3 монастыря: Кватетри, Дзама и Тбети. 27 октября 2002 года был освящён монастырь Бертубани. 28 мая 2003 открыт монастырь Кодмани. Также в начале XXI века были освящены монастырь Бана и скит святого Иоанна Крестителя.